# Сан Ђовани Тазнере (Кунео)
Сан Ђовани Тазнере је насеље у Италији у округу Кунео, региону Пијемонт.
Према процени из 2011. у насељу је живело 32 становника. Насеље се налази на надморској висини од 461 м.